# Hydrocolus stagnalis
Hydrocolus stagnalis är en skalbaggsart som först beskrevs av Max Gemminger och Edgar von Harold 1868.  Hydrocolus stagnalis ingår i släktet Hydrocolus och familjen dykare. Inga underarter finns listade i Catalogue of Life.